# 阿列克谢·阿列克谢耶维奇·霍赫洛夫
阿列克谢·阿列克谢耶维奇·霍赫洛夫（羅馬化：Aleksey Alekseyevich Khokhlov；1957年11月6日—）是俄罗斯政治人物，第七届国家杜马议员。
1980年，他毕业于俄罗斯伊万诺沃国立动力大学。毕业后，他在舒斯基机械制造厂（Шуйском машиностроительном заводе）工作。2008年，他代表右翼力量联盟参选伊万诺沃州杜马议员然而未能成功。2015年3月23日，他被任命为伊万诺沃市长。2016年，他当选第七届国家杜马议员。